# توماس واتسون (شاعر)
توماس واتسون (بالإنجليزية: Thomas Watson)‏ (و. 1555 – 1592 م) هو شاعر، وكاتب بريطاني، ولد في لندن، توفي عن عمر يناهز 37 عاماً.